# Донбас је иза нас
Донбас је иза нас (рус. Донбасс за нами) руска је патриотска песма, која је постала позната као незванична химна Донбаса у Доњецкој и Луганској Народној Републици, као и у Русији. Песма је премијерно емитована 9. септембра 2020. године. Написао је Владимир Скобцов, а компоновао Михаила Хохлов. Песму су отпевале Наталија Качура и Маргарита Лисовина.

## Настанак
Песму су у Доњецку 9. септембра 2020. представили песник Владимир Скобцов и композитор Михаил Хохлов. Песму су извели вокалисти Доњецког музичко-драмског позоришта, Наталија Качура и Маргарита Лисовина.
Песму „Донбас је иза нас“ у почетку је Скобцов посветио 77. годишњици ослобођења Донбаса од нацистичких освајача, али су после првог емитовања медији пренели како је песма „разнела интернет“, имала милионе прегледа и стекла велику популарност.
У мају 2021. године на јутуб каналу МДТ представљен је званични видео за песму „Донбас је иза нас“, који је имао 2 милиона прегледа у том тренутку.
У септембру 2021. године, у Луганској Народној Републици, на линији раздвајања снимљен је спот „Донбас је иза нас“ поводом 78. годишњице ослобођења Донбаса од нациста, у снимању је учествовало око 1.000 људи. Песму је извео солиста ансамбла Новоросије Роман Разум, а у октобру Војни ансамбл Народне милиције ЛНР. Песма „Донбас је иза нас“ изведена је у формату војног марша.
На концерт-митингу у Лужњикију 18. марта 2022. године, у част осме годишњице уједињења Крима са Русијом, песму „Донбас је иза нас“ заједно са Наталијом Качуром извела је руска певачица Викторија Дајинеко.

## Награде
- Захвалност Владе Доњецке Народне Републике ауторима и извођачима (13. 12. 2020);[8];
- Лауреат Националне књижевне награде „Златно перо Русије“ (2020)[9]
- Специјална награда Међународног фестивала-такмичења народне патриотске песме „Црвени каранфил“ (2021);[10]
- Гран при Московског отвореног такмичења-фестивала „Светла московског Кремља“ у номинацији „Војно-патриотска песма“ (2021)[11]

## Текст
| У дубокој тами пробудила се звер, И у име Бога постављена цена, Сви су поклекли, и браћа по Христу, Сви су поклекли, али не и моја земља. Била је плодна преступна година, И крвљу и смрћу натопљена, Свод се оловних облака надвио, Све је поклекнуло, али не и моја земља. Пола неба је пламен, Пола неба смог, Донбас иза нас, А са нама Бог! Пола неба је пламен, Пола неба смог, Русија је уз нас, И са нама је Бог! Овде сећање није издало очеве, Овде се нису одрекли дедине земље, Ни по коју цену нећете наћи речи, Овде живот за отаџбину није битан. | Oпет нам је руска моћ у рукама, И живот и смрт за отаџбину су црвени, Стоји и држи небески свод вековима, Моја непокорена земља. Пола неба је пламен, Пола неба смог, Донбас иза нас, А са нама Бог! Пола неба је пламен, Пола неба смог, Русија је уз нас, И са нама је Бог! Нека ти је суђено да умреш на крсту, Не, на колена нећете нас бацити, На крвавом пољу, један је за све, Стоји и држи Донбаса небески свод. Пола неба је пламен, Пола неба смог, Донбас иза нас, А са нама Бог! Пола неба је пламен, Пола неба смог, Москва је уз нас, И са нама је Бог! |

- „извор”. Архивирано из оригинала 19. 04. 2022. г. Приступљено 05. 04. 2022.